# Leslie Cheung

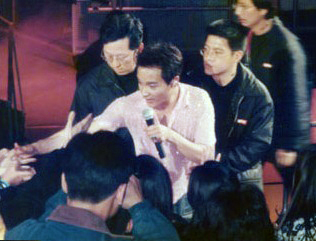
Leslie Cheung

Leslie Cheung (chinesisch 張國榮 / 张国荣, Pinyin Zhāng Guóróng, Jyutping Zoeng1 Gwok3wing4, kantonesisch Cheung Kwok Wing, * 12. September 1956 als 張發宗 / 张发宗, kantonesisch Cheung Fat-chung in Hongkong; † 1. April 2003 ebenda) war Sänger und Schauspieler.

## Biografie
Leslie Cheung war das jüngste von zehn Geschwistern. Erzogen wurde er von seiner Amme, da sich seine Eltern meistens im Ausland aufhielten. Mit 13 Jahren ging Cheung nach England, kehrte später aber nach Hongkong zurück, wo er in den 1980ern sowohl als Sänger wie auch als Schauspieler erfolgreich wurde. Neben Alan Tam war er dort wahrscheinlich der populärste Sänger.
In den 1990ern konzentrierte er sich auf die Schauspielerei und gab das Singen fast vollständig auf. Als Grund wird unter anderem vermutet, dass der Fanatismus von Fans (der in einem regelrechten Krieg zwischen seinen Fans und denjenigen von Alan Tam gipfelte) zu weit ging. Nach dem Publikumserfolg des Films „Days of Being Wild“ von Wong Kar-Wai arbeitete er weiter als Schauspieler. In den folgenden Jahren wurde er durch weitere Hauptrollen in Filmen von Wong Kar-Wai (Ashes of Time und Happy Together) oder Chen Kaige (Lebewohl, meine Konkubine und Temptress Moon) auch international als Schauspieler wahrgenommen. 1997 kehrte er auch auf die Bühne zurück. 2003 beging Leslie Cheung am 1. April 46-jährig Suizid, indem er aus dem Fenster des Hongkonger Mandarin Oriental sprang. In einem Abschiedsbrief nannte er als Grund Depressionen, und er dankte seinem Psychiater, seiner Familie und Mr. Tong, seinem Freund.
Noch heute gehört er zu den beliebtesten Schauspielern und Sängern Chinas. 2005 wurde er in mehreren Umfragen anlässlich des hundertjährigen Jubiläums des chinesischen Films zum beliebtesten Schauspieler Chinas gewählt. 2018 wurde der Asteroid (55383) Cheungkwokwing nach ihm benannt.

## Familie
Cheung entstammt einer Hakka-Familie, deren Wurzeln ursprünglich in Meizhou, Guangdong liegt. Sein Vater (張活海,  Zhāng Hǎihuó, Jyutping Zoeng1 Hoi2wut1, kantonesisch Cheung Hoi-wood, 1910–1989) war ein Schneider für Anzüge und westliche Kleidung, der eine bekannte Schneiderei in Central Hongkong in den 1930er Jahren besaß. Seine Anzüge und Kleidung waren beliebt in der Hongkonger Filmbranche. Zu seinen Kunden gehörte damals auch bekannte internationale Schauspieler wie Marlon Brando, William Holden und Cary Grant.

## Sexualität
Cheung sagte 2001 in einem Interview, dass es vermutlich richtig sei, ihn als bisexuell zu bezeichnen. Vor seinem Tod lebte er seit Jahren mit seinem Freund zusammen.
Cheung spielte in mehreren Filmen Homosexuelle, so 1993 in Lebewohl, meine Konkubine einen schwulen Peking-Opernsänger, 1997 einen Schwulen in Wong Kar-Wais „Happy Together“, inklusive einer gewagten Sexszene zu Beginn des Films. Dazwischen spielten noch einige andere Filme wie „He's a Woman, She's a Man“ mehr oder weniger offen mit Geschlechteridentitäten. Als er im selben Jahr zur Bühne zurückkehrte, tanzte er auf pinkfarbenen High-heels einen Tango mit seinem männlichen Choreografen.
Bei einem seiner Konzerte widmete Cheung den Song The Moon Represents my Heart seiner Mutter und seinem besten Freund als dem Menschen, den er nach seiner Mutter am meisten liebe. In den folgenden Jahren zeigte er sich vermehrt öffentlich mit seinem Freund.

## Filmografie
Quelle: Hong Kong Movie Database
- 2008: Ashes of Time Redux
- 2002: Inner Senses (異度空間)

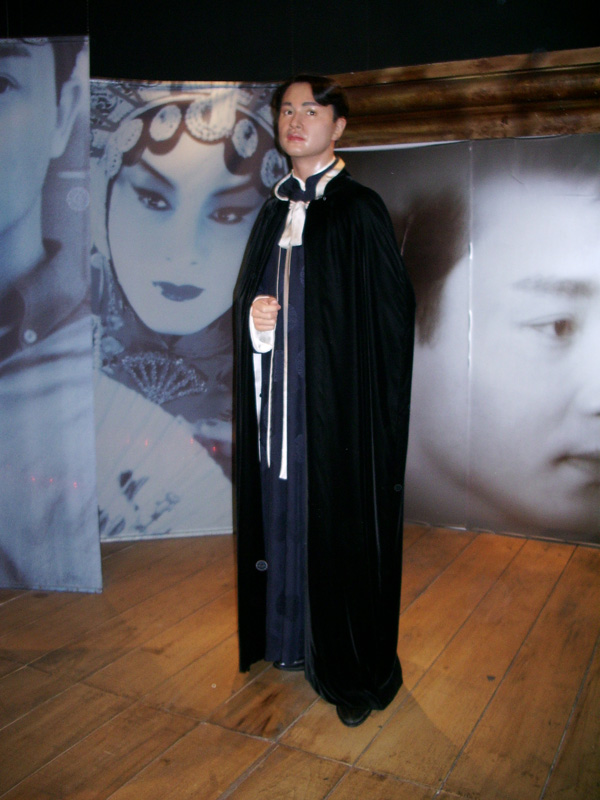
Die lebensechte Wachsfigur bei Madame Tussauds in Hongkong.

- 2000: From Ashes to Ashes (煙飛煙滅)
- 2000: Okinawa Rendez-vous (戀戰沖繩)
- 2000: And I Hate You So (小亲亲)
- 2000: Double Tap (槍王)
- 1999: The Kid (流星語)
- 1999: Moonlight Express (星月童話)
- 1998: Anna Magdalena (安娜瑪德蓮娜)
- 1998: A Time to Remember (紅色戀人)
- 1998: Ninth Happiness (九星報喜)
- 1998: Knock Off
- 1997: Happy Together (春光乍泄)
- 1997: All's Well, Ends Well (97家有喜事)
- 1996: Tristar (大三元)
- 1996: Who's the Man, Who's the Woman (金枝玉葉 II)
- 1996: Shanghai Grand (新上海灘)
- 1996: Viva Erotica (色情男女)
- 1996: Yang Yin: Gender in Chinese Cinema
- 1996: Temptress Moon (風月)
- 1995: Das Bankett des Kaisers (金玉滿堂 alias: 滿漢全席)
- 1995: The Phantom Lover (夜半歌聲)
- 1994: It's a Wonderful Life (大富之家)
- 1994: He's a Woman, She's a Man (金枝玉葉)
- 1994: Over the Rainbow Under the Skirt (記得……香蕉成熟時 II：初戀情人)
- 1994: Long and Winding Road (錦繡前程)
- 1994: Ashes of Time (東邪西毒)
- 1993: The Bride with White Hair (白髮魔女傳)
- 1993: The Bride with White Hair 2 (白髮魔女傳 II)
- 1993: All's Well, Ends Well Too (花田喜事)
- 1993: Dong Cheng Xi Jiu (射雕英雄傳之東成西就)
- 1993: Lebewohl, meine Konkubine (霸王別姬)
- 1992: All's Well, Ends Well (家有喜事)
- 1992: Nam Kong Legend: Anti-Punk Squad (藍江傳之反飛組風云)
- 1991: Party of a Wealthy Family (豪門夜宴)
- 1991: Days of Being Wild (阿飛正傳)
- 1991: Once a Thief (縱橫四海)
- 1990: A Chinese Ghost Story II (倩女幽魂 II：人間道)
- 1989: Aces Go Places V: The Terracotta Hit (新最佳拍檔)
- 1988: Fatal love (殺之戀)
- 1988: Dragon family (龍之家族)
- 1987: A Chinese Ghost Story (倩女幽魂)
- 1987: City Wolf II – Abrechnung auf Raten (英雄本色 II / A Better Tomorrow 2)
- 1987: Rouge (胭脂扣)
- 1986: City Wolf (英雄本色 / A Better Tomorrow)
- 1986: Last Song in Paris (偶然)
- 1985: For Your Heart Only (為你鐘情)
- 1984: Intellectual Trio (龍鳳智多星)
- 1984: Fate (緣份)
- 1984: Double Decker (三文治)
- 1984: Merry Christmas (聖誕快樂)
- 1983: First time (第一次)
- 1983: Little Dragon maid (楊過與小龍女)
- 1983: The Drummer (鼓手)
- 1982: Nomad (烈火青春)
- 1982: Teenage Dreamers (檸檬可樂)
- 1982: Crazy Romance (求愛反斗星)
- 1982: Energetic 21 (沖激２１)
- 1981: On Trial (失業生)
- 1980: Salute (喝采)
- 1978: Erotic Dreams of the Red Chamber (紅樓春上春)

## Auszeichnungen als Schauspieler
Hong Kong Film Awards

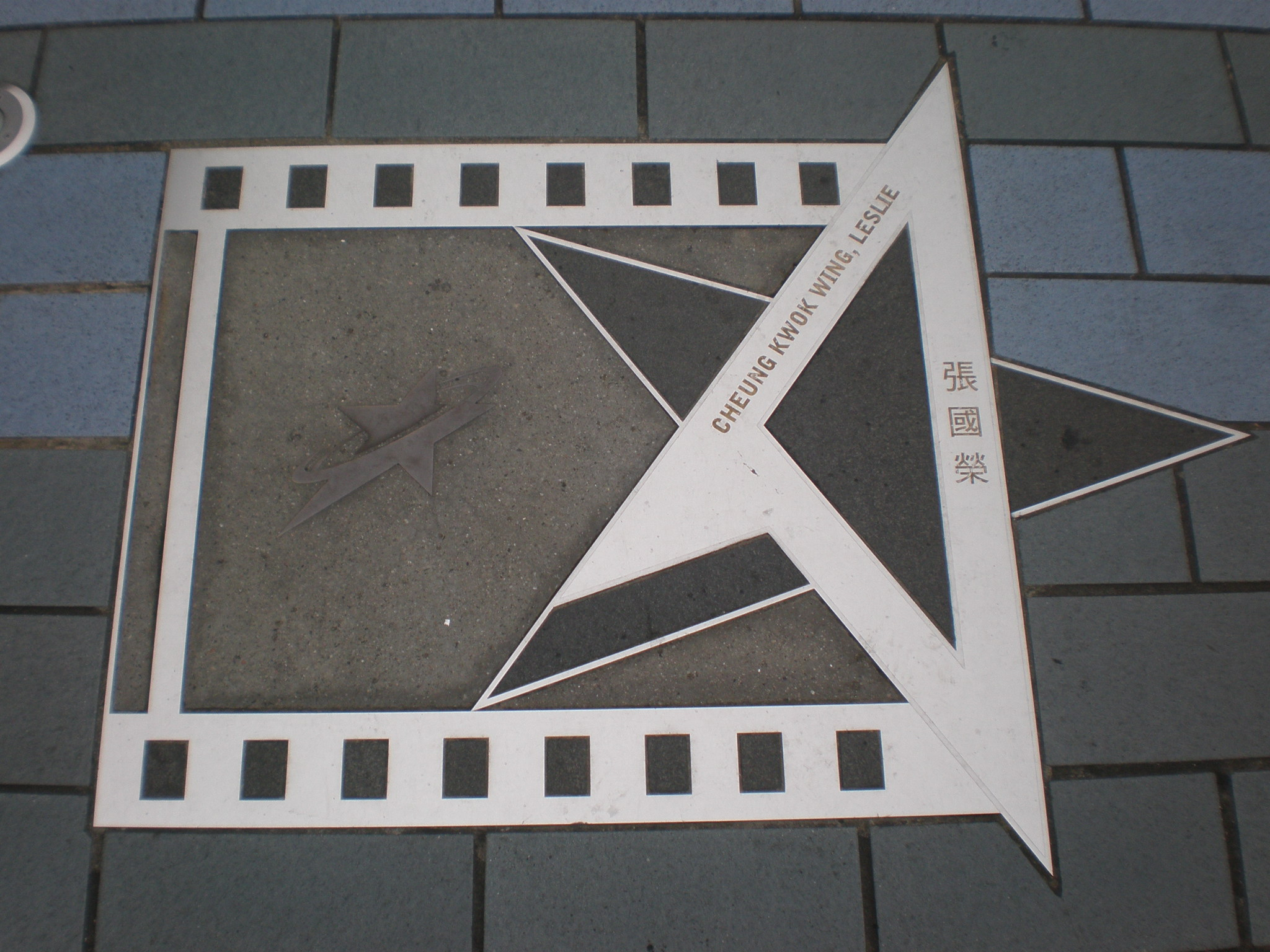
Ehrung und Stern auf der Avenue of Stars in Tsim Sha Tsui, Hongkong

- 1983: Bester Schauspieler, „Nomad“, Nominiert
- 1988: Bester Schauspieler, „A Better Tomorrow 2“, Nominiert
- 1988: Bester Filmsong, „A Chinese Ghost Story“, Nominiert
- 1989: Bester Schauspieler, „Rouge“, Nominiert
- 1991: Bester Schauspieler, „Days of Being Wild“, Gewinner
- 1994:	Bester Filmsong, „The Bride With White Hair“, Nominiert
- 1995:	Bester Schauspieler, „He's a Woman, She's a Man“, Nominiert
- 1995: Bester Filmsong, „He's a Woman, She's a Man“, Gewinner
- 1996:	Bester Filmsong, „The Phantom Lover“, Nominiert
- 1997:	Bester Schauspieler, „Viva Erotica“, Nominiert
- 1997: Bester Filmsong, „Who's the Woman, Who's the Man?“, Nominiert
- 1998:	Bester Schauspieler, „Happy Together“, Nominiert
- 2003:	Bester Schauspieler, „Inner Senses“, Nominiert

Golden Horse Awards
- 1991: Bester Schauspieler, „Days of Being Wild“, Nominiert
- 1993: Bester Song, „The Bride With White Hair“, Gewinner
- 1994: Bester Song, „He's a Woman, She's a Man“, Nominiert
- 1995: Bester Song, „The Phantom Lover“, Nominiert
- 1996: Bester Schauspieler, „Temptress Moon“, Nominiert
- 1996: Bester Song, „Temptress Moon“, Nominiert
- 1996: Bester Song, „Who's the Woman, Who's the Man?“, Nominiert
- 1997:	Bester Schauspieler, „Happy Together“, Nominiert
- 2000:	Bester Schauspieler, „Double Tap“, Nominiert
- 2002:	Bester Schauspieler, „Inner Senses“, Nominiert

## Trivia
In Hongkong gedenken seine Fans ihn jährlich, insbesondere zum 10- oder 20-jährigen Gedenktag mit besonderer Veranstaltung. 2023 zum zwanzigsten Todestag veranstalteten lokale Schauspiel- und Sängerkollegen in Hongkong ein Konzert, um ihn zu erinnern und feiern.